# Max El-Mann Arazi
Max El‑Mann Arazi es un empresario mexicano del sector inmobiliario, fundador de eGroup y director en Fibra Uno Administración, S.A. de C.V. (Fibra Uno), el primer y mayor fideicomiso de inversión en bienes raíces (FIBRA) de México.

## Carrera
Max El‑Mann Arazi inició su carrera en el sector inmobiliario a principios de la década de 1980.
En 2010 se estableció Fibra Uno en la Ciudad de México como el vehículo pionero de FIBRA en el país. El fideicomiso comenzó a cotizar en la Bolsa Mexicana de Valores el 18 de marzo de 2011, tras una oferta pública inicial de 300 millones de dólares respaldada por una cartera de 13 propiedades que abarcaba activos industriales, comerciales, de oficinas y de uso mixto.
En 2011, Arazi se incorporó a Fibra Uno Administración, S.A. de C.V. como Director y pasó a formar parte de su Comité Técnico, donde supervisa la estrategia administrativa, evalúa posibles adquisiciones y orienta la implementación de políticas en la creciente base de activos del fideicomiso.
A principios de la década de 2010, Arazi cofundó y se asoció con eGroup (México), una compañía de desarrollo e inversión inmobiliaria que ha completado numerosos proyectos comerciales y de uso mixto a gran escala en todo el país.